# 吕讷加德
吕讷加德（法語：Lunegarde，法語發音：[lynɡaʁd]）是法国洛特省的一个市镇，属于古尔东区。

## 地理
吕讷加德（44°41'26"N, 1°41'18"E）面积10.43 平方千米，位于法国奧克西塔尼大區洛特省，该省份为法国西南部内陆省份，北起顺时针与科雷兹省、康塔爾省、阿韦龙省、塔恩-加龙省、洛特-加龍省和多尔多涅省接壤。
与吕讷加德接壤的市镇（或旧市镇、城区）包括：勒巴斯蒂、迪尔邦、雷亚克、克尔德科斯。

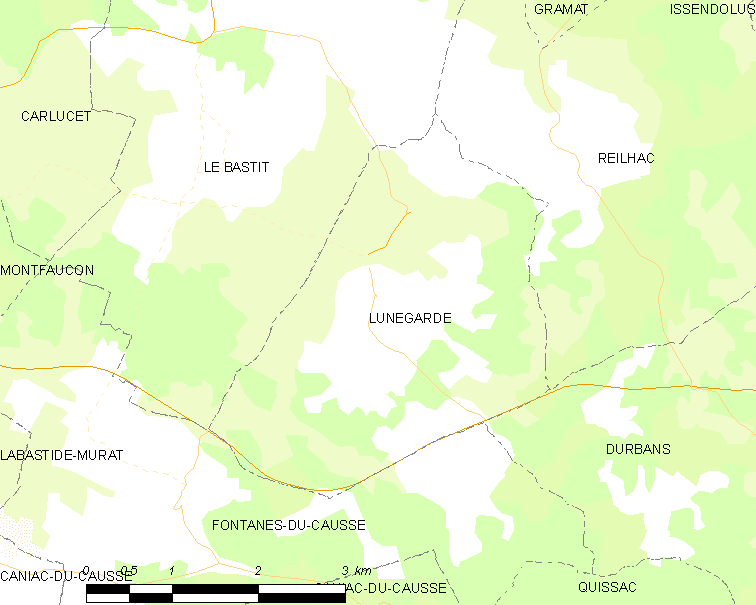
吕讷加德的OSM定位图

吕讷加德的时区为UTC+01:00、UTC+02:00（夏令时）。

## 行政
吕讷加德的邮政编码为46240，INSEE市镇编码为46181。

## 政治
吕讷加德所属的省级选区为科斯与谷地县。

## 人口

1962-2008年间吕讷加德人口变化图示

吕讷加德于2022年1月1日时的人口数量为94人。